# Ptychandra leucogyne
Ptychandra leucogyne är en fjärilsart som beskrevs av Felder 1867. Ptychandra leucogyne ingår i släktet Ptychandra och familjen praktfjärilar. Inga underarter finns listade.